# Langford (Nottinghamshire)
Pour les articles homonymes, voir Langford.
 (janvier 2024).
Langford est un village du Nottinghamshire, en Angleterre.

## Patrimoine
- Langford Hall